# منصور البركي
منصور أحميد البركي (من مواليد 3 يوليو 1985) هو لاعب كرة قدم دولي ليبي، لعب في بطولات الدوري الليبي الممتاز والرابطة التونسية المحترفة الأولى.
كان البركي أحد لاعبي المنتخب الليبي في كأس الأمم الأفريقية 2009، لكنه لم يظهر في أي مباراة في النهائيات.

## وصلات خارجية
- منصور البركي على سوكر وي
- منصور البركي ـ فرق كرة القدم الوطنية